# اندیس سازندامیران
سازندامیران یک اندیس فلزی است که در حوالی شهر کوه دشت استان لرستان قرار دارد و مادهٔ معدنی موجود در آن، طلا است.  